# Hemiblossia australis
Espèce
Synonymes
- Gluviopsis australis Purcell, 1902

Hemiblossia australis est une espèce de solifuges de la famille des Daesiidae.

## Distribution
Cette espèce se rencontre en Afrique du Sud, en Namibie et au Zimbabwe.

## Description
Le mâle décrit par Roewer en 1933 mesure 7,8 mm et la femelle 9 mm.

## Publication originale
- Purcell, 1902 : On some South African Arachnida belonging to the orders Scorpiones, Pedipalpi, and Solifugae. Annals of the South African Museum, vol. 2, p. 137–225 (texte intégral).